# Казимир (Липе-Браке)
Вижте пояснителната страница за други личности с името Казимир.
Казимир фон Липе-Браке (на немски: Casimir zur Lippe-Brake; Kasimir von Lippe-Brake) от фамилията Дом Липе е от 1657 до 1692 г. граф на Липе-Браке.

## Биография
Роден е на 22 юли 1627 година в Браке. Той е най-възрастният син на Ото фон Липе-Браке (1589 – 1657) и съпругата му графиня Маргарета фон Насау-Диленбург (1606–1661) (1606 – 1661), дъщеря на граф Георг фон Насау-Диленбург и втората му съпруга графиня Амалия фон Сайн-Витгенщайн.
Казимир следва в Марбург и от 1647 до 1650 г. е на пътуване в Брюксел, Париж, Лион, Женева и в Италия. От 1650 г. помага на баща си. Той резидира в дворец Браке в Лемго.
През 1692 г. той предава управлението на най-големия си син Рудолф. Запазва къщата си в Шидер.
Умира на 12 март 1700 година в Браке на 72-годишна възраст.

## Фамилия
Казимир се жени на 28 май 1663 г. в дворец Хомбург в Нюмбрехт за графиня Анна Амалия фон Сайн-Витгенщайн-Хомбург (* 6 декември 1641, Хомбург; † 27 март 1685, Браке), дъщеря на граф Ернст фон Сайн-Витгенщайн-Хомбург и графиня Елизабет фон Сайн-Витгенщайн. Те имат девет деца:
- Руфолф (* 10 май 1664, Браке; † 27 октомври 1707, Браке), от 1692 г. граф на Липе-Браке, женен на 4 ноември 1691 г. за графиня Доротея Елизабет фон Валдек-Вилдунген (1661 – 1702)
- Ото (* 1 август 1665, Браке; † 3 август 1688, Негропонте)
- Фердинанд (* 5 януари 1668, Браке; † 27 септември 1703, убит при Маастрихт)
- Хедвиг София (* 20 февруари 1669, Браке; † 5 април 1738, Берлебург), омъжена на 27 октомври 1685 г. в Браке за граф Лудвиг Франц фон Сайн-Витгенщайн-Берлебург (1660 – 1694)
- Ернст (* 10 май 1670, Браке; † 19 май 1670, Браке)
- Ернестина (* 1 ноември 1671, Браке; † 10 ноември 1671, Браке)
- Кристина Мария (* 26 септември 1673, Браке; † 31 януари 1732, Бозфелд, Реда, Детмолд), омъжена на 3 януари 1695 г. в Браке за граф Фридрих Мориц фон Бентхайм-Текленбург (1653 – 1710)
- син (* 11 ноември 1674, Браке; † 11 – 30 ноември 1674, Браке)
- Луиза (* 4 ноември 1676, Браке; † 9 ноември 1676, Браке)